# Hombres de hierro
«Hombres de hierro» es una canción del cantautor argentino León Gieco. Fue incluida en su primer disco de estudio en 1973. Es una canción protesta escrita en tiempos de dictadura en Argentina.
Musicalmente, la obra está fuertemente inspirada en el tema "Blowin' in the Wind" de Bob Dylan, como el propio Gieco reconoce públicamente, pese a que, en sí, la música de "Blowin' in the Wind" es una adaptación de Dylan de la canción de Gospel "No more auction block".
Palabras de León Gieco en un recital por los derechos humanos organizado por Amnistía Internacional en la ciudad de Mendoza el 14 de octubre de 1988, antes de cantar la canción:

"Lo que esta noche van a ver y escuchar, tengo la seguridad que les resultara realmente inolvidable. Todos los artistas hoy aquí, trabajan con la misma intensidad por los derechos humanos. Los artistas que nos visitan cuentan con una música maravillosa y con un increíble reconocimiento mundial, y en algún momento tomaron el camino de la lucha por los derechos del hombre. Nosotros, los artistas nacionales que en este caso somos dos pero que podríamos ser muchos mas, no tuvimos que tomar este camino sino que crecimos en el, o sea que vivimos casi toda la vida en el corazón de la represión. Ahora que elegimos todos, un gobierno democrático, no solo existen presos políticos sino que los que mataron y torturaron, están libres. 

Vamos a cantar todos esta canción, vamos a cantar por los chicos desaparecidos restituidos que están aquí presentes, vamos a cantar por las madres y abuelas de Plaza de Mayo cuya lucha es nuestra lucha, vamos a cantar por los millones de latinos que tienen que emigrar a otros países perseguidos por los gobiernos militares y vamos a cantar también esta canción por todos los chicos que jamas regresaron de Malvinas..."
León Gieco.